# Elatostema lagunense
Elatostema lagunense är en nässelväxtart som beskrevs av Charles Budd Robinson. Elatostema lagunense ingår i släktet Elatostema och familjen nässelväxter. Inga underarter finns listade i Catalogue of Life.